# 19 (álbum)
19 es el álbum debut de la cantautora británica Adele. Fue publicado el 28 de enero de 2008, la semana en que el sencillo principal, «Chasing Pavements», fuera lanzado en formato físico. En su primera semana, el álbum debutó en el primer lugar de las listas en Reino Unido. El álbum incluye una versión de la canción de Bob Dylan «Make You Feel My Love». Este álbum le hizo valer a Adele dos galardones en la 51.ª entrega de los Premios Grammy como mejor artista nuevo y mejor interpretación vocal pop femenina por «Chasing Pavements». Se estima que el álbum ha vendido 10 millones de copias.

## Antecedentes
Adele grabó «Make You Feel My Love» por la recomendación de su representante, Jonathan Dickins, quien amaba la canción. La canción «Hometown Glory» ha aparecido en los programas de televisión Skins, Grey's Anatomy, One Tree Hill, Hollyoaks, Secret Diary of a Call Girl y más recientemente en So You Think You Can Dance, donde fue bailada por los participantes Kate Shean y Joshua Allen.
En julio de 2008, en una entrevista con Pete Lewis (de la revista Blues & Soul), Adele explicó la razón por la que llamó a su álbum debut «19»: «Solo recuerdo haberme convertido en un poco más mujer en aquel tiempo. Y creo que eso está definitivamente documentado en las canciones.»
La versión taiwanesa fue publicada el 5 de marzo. Además de la lista de canciones normal, el álbum presenta tres bonus tracks: «That’s It I Quit I’m Movin’ On» (lado B de «Chasing Pavements»), «Now and Then» (lado B de «Cold Shoulder») y «Painting Pictures» (lado B de «Make You Feel My Love»). La versión especial de 19 para Indonesia se publicó el 3 de marzo; además de la lista de canciones normal, esta versión presenta un vídeo adicional para «Chasing Pavements».

## Recepción

### Comentarios de la crítica
19 recibió críticas generalmente positivas por parte de los críticos. Metacritic calificó al álbum con 68 puntos de 100 basada en 19 comentarios, lo que indica como "Críticas favorables". The Guardian le dio al álbum una gran crítica diciendo: "La forma en que se extendía las vocales, su fraseo maravilloso del alma, el placer puro de su voz"(«Daydreamer»), The Guardian confirmó en su sitio oficial de Myspace, que se le dio al álbum una calificación de 5 estrellas. BBC Music le dio al álbum una gran revisión diciendo: "Al empezar a cantar, en algún lugar se encuentra el Blues, el Folk y el Jazz, todo esto se incluye sin tener que complacer a una tendencia en particular. Sus melodías exudan calidez, su canto es a veces sorprendente y, en la dramática de «Hometown Glory», y la épica del piano de «Make You Feel My Love», que tiene pistas que hacen que el sonido de Lily Allen y Kate Nash tengan algo en común. NME le dio al álbum una crítica de tipo agridulce: "En efecto, es claro que el álbum revela que las asociaciones de Amy son poco más de mediapeak sin nada de un peso de verdadero, hay muy poco en el álbum que le impide derrumbarse bajo el peso de su propia expectativa". People le dio al álbum 4 estrellas, agregando: "Con una voz con un golpe de gracia, tan flexible, robusto y sensual, es difícil creer que esta Cantautora es recién salida de la adolescencia. Entertainment Weekly calificó al álbum (B) diciendo:"Las canciones de Adele no son tan nítidas como las de Duffy, aunque su forma de cantar sobresale". Chuck Taylor, en una revisión positiva por parte de Billboard, además dijo:"Adele tiene realmente potencial para convertirse en uno de los artistas internacionales más respetados e inspirador de su generación". Allmusic le dio al álbum una calificación de 4/5 estrellas, además dijo:"Casi todas las pistas parecen haber sido alimentado a la gloria en los últimos meses como obras de amor; Adele se deja de volar sobre las cuerdas y el poder de su camino a través de estas canciones increíbles.

### Resultados comerciales
En el Reino Unido el álbum debutó en el número uno en el UK Albums Chart. este álbum en su año debut dio buenas ventas, pero fue en 2011 en que se disparó, 19 fue el segundo álbum más vendido del Reino Unido, detrás de 21, a partir de diciembre del 2011, este álbum había vendido más de 1 200 000 copias en este país. En EE. UU., el álbum debutó en la posición número cincuenta y seis y se mantuvo en las posiciones inferiores del Billboard 200 por varias semanas. Después de su presentación en el programa Saturday Night Live, se elevó al número cuarenta y seis y a la semana siguiente al número once con ventas de más de 25 000 copias. En 2009, después de ganar dos Premios Grammy, el álbum subió al número diez del Billboard 200, acumulando un total de ventas de más de 843 000 copias para ese entonces. Ya en febrero del 2012, el álbum obtuvo su mejor posición en el número cuatro y ya es Disco 2x Platino, certificado por la RIAA. En el Dutch Albums Chart de Países Bajos, el álbum debutó en el número once, pero en la semana del 10 de enero de 2009, el álbum alcanzó la máxima posición número uno, estando ahí 3 semanas consecutivas, en total, 19 ha estado en el número uno durante 8 semanas. En España, el álbum alcanzó la posición número cinco en febrero del 2012, alcanzando ventas superiores a 30 000, lo que lo convierte en Disco de Oro. En 2012, el álbum ha vendido más de 10 millones de copias a nivel mundial, siendo una gran cantidad para ser el álbum debut de Adele.

## Lista de canciones
| Edición Estándar |                          |                                                                 |               |          |  |
| N.º              | Título                   | Escritor(es)                                                    | Productor(es) | Duración |  |
| 1.               | «Daydreamer»             | Adele Adkins, Jim Abbiss                                        | Jim Abbiss    | 3:41     |  |
| 2.               | «Best for Last»          | Adkins                                                          | Abbiss        | 4:19     |  |
| 3.               | «Chasing Pavements»      | Adkins, Eg White                                                | Eg White      | 3:31     |  |
| 4.               | «Cold Shoulder»          | Adkins, Sacha Skarbek                                           | Mark Ronson   | 3:12     |  |
| 5.               | «Crazy for You»          | Adkins                                                          | Abbiss        | 3:28     |  |
| 6.               | «Melt My Heart to Stone» | Adkins, White                                                   | White         | 3:24     |  |
| 7.               | «First Love»             | Adkins                                                          | Abbis         | 3:10     |  |
| 8.               | «Right as Rain»          | Adkins, Leon Michels, Jeff Silverman, Nick Movshon, Clay Holley | Abbiss        | 3:17     |  |
| 9.               | «Make You Feel My Love»  | Bob Dylan                                                       | Abbiss        | 3:32     |  |
| 10.              | «My Same»                | Adkins, Abbiss                                                  | Abbiss        | 3:16     |  |
| 11.              | «Tired»                  | Adkins, White                                                   | White         | 4:19     |  |
| 12.              | «Hometown Glory»         | Adkins                                                          | Abbiss        | 4:31     |  |

| Edición especial para Taiwán |                                       |          |  |
| N.º                          | Título                                | Duración |  |
| 13.                          | «Chasing Pavements» (vídeo adicional) |          |  |

| Pistas adicionales para Japón |                                    |          |  |
| N.º                           | Título                             | Duración |  |
| 13.                           | «Painting Pictures»                |          |  |
| 14.                           | «Now and Then»                     |          |  |
| 15.                           | «That’s It, I Quit, I’m Moving On» |          |  |

| Disco adicional estadounidense |                                              |          |  |
| N.º                            | Título                                       | Duración |  |
| 1.                             | «Right as Rain» (en vivo)                    | 3:28     |  |
| 2.                             | «Melt My Heart to Stone» (en vivo)           | 3:21     |  |
| 3.                             | «My Same» (en vivo)                          | 3:02     |  |
| 4.                             | «That’s It, I Quit, I’m Movin’ On» (en vivo) | 2:21     |  |
| 5.                             | «Chasing Pavements» (en vivo)                | 3:49     |  |

### Edición extendida
| Disco 1 |                          |          |  |
| N.º     | Título                   | Duración |  |
| 1.      | «Daydreamer»             |          |  |
| 2.      | «Best for Last»          |          |  |
| 3.      | «Chasing Pavements»      |          |  |
| 4.      | «Cold Shoulder»          |          |  |
| 5.      | «Crazy for You»          |          |  |
| 6.      | «Melt My Heart to Stone» |          |  |
| 7.      | «First Love»             |          |  |
| 8.      | «Right as Rain»          |          |  |
| 9.      | «Make You Feel My Love»  |          |  |
| 10.     | «My Same»                |          |  |
| 11.     | «Tired»                  |          |  |
| 12.     | «Hometown Glory»         |          |  |

| Disco 2 – Set acústico en vivo desde Hotel Café, Los Ángeles |                                                                              |          |  |
| N.º                                                          | Título                                                                       | Duración |  |
| 1.                                                           | «Chasing Pavements»                                                          |          |  |
| 2.                                                           | «Melt My Heart to Stone»                                                     |          |  |
| 3.                                                           | «That’s It, I Quit, I’m Movin’ On» (versión de Sam Cooke)                    |          |  |
| 4.                                                           | «Crazy for You»                                                              |          |  |
| 5.                                                           | «Right as Rain»                                                              |          |  |
| 6.                                                           | «My Same»                                                                    |          |  |
| 7.                                                           | «Make You Feel My Love»                                                      |          |  |
| 8.                                                           | «Daydreamer»                                                                 |          |  |
| 9.                                                           | «Hometown Glory»                                                             |          |  |
| 10.                                                          | «Many Shades of Black» (bonus track interpretado por Adele y The Raconteurs) |          |  |

## Posicionamiento en listas

### Semanales
| País                        | Lista (2008–11)                                       | Mejor posición |
| --------------------------- | ----------------------------------------------------- | -------------- |
| Alemania                    | Media Control Charts                                  | 1              |
| Australia                   | ARIA Charts                                           | 1              |
| Austria                     | Ö3 Austria Top 40                                     | 1              |
| Bélgica (Región de Flandes) | Ultratop                                              | 1              |
| Bélgica (Valonia)           | Ultratop                                              | 1              |
| Canadá                      | Canadian Albums Chart                                 | 1              |
| Dinamarca                   | Tracklisten                                           | 1              |
| España                      | Productores de Música de España                       | 1              |
| Estados Unidos              | Billboard 200                                         | 4              |
| Estados Unidos              | Catalog Albums                                        | 1              |
| Finlandia                   | Mitä hittiä                                           | 1              |
| Francia                     | French Albums Chart                                   | 1              |
| Grecia                      | International Federation of the Phonographic Industry | 3              |
| Irlanda                     | Irish Albums Chart                                    | 1              |
| Italia                      | Federación de la Industria Musical Italiana           | 2              |
| Japón                       | Oricon                                                | 3              |
| México                      | AMPROFON                                              | 1              |
| Noruega                     | VG-lista                                              | 5              |
| Nueva Zelanda               | RIANZ                                                 | 3              |
| Países Bajos                | Dutch Albums Chart                                    | 1              |
| Polonia                     | Polish Albums Chart                                   | 1              |
| Portugal                    | Portuguese Albums Chart                               | 2              |
| Reino Unido                 | UK Albums Chart                                       | 1              |
| República Checa             | Czech Albums Chart                                    | 1              |
| Suecia                      | Sverigetopplistan                                     | 1              |
| Suiza                       | Schweizer Hitparade                                   | 1              |

### Anuales
| País              | Lista                                         | Posición |
| 2008              | 2008                                          | 2008     |
| ----------------- | --------------------------------------------- | -------- |
| Bélgica (Flandes) | Ultratop                                      | 74       |
| Estados Unidos    | Billboard 200                                 | 197      |
| Francia           | Syndicat National de l'Édition Phonographique | 166      |
| Países Bajos      | Dutch Albums Chart                            | 12       |
| Reino Unido       | UK Albums Chart                               | 16       |
| 2009              |                                               |          |
| Estados Unidos    | Billboard 200                                 | 62       |
| Países Bajos      | Dutch Albums Chart                            | 1        |
| Reino Unido       | UK Albums Chart                               | 158      |
| 2010              |                                               |          |
| Países Bajos      | Dutch Albums Chart                            | 77       |
| Reino Unido       | UK Albums Chart                               | 85       |
| 2011              |                                               |          |
| Alemania          | German Albums Chart                           | 45       |
| Australia         | Australian Albums Chart                       | 11       |
| España            | PROMUSICAE                                    | 38       |
| Estados Unidos    | Billboard 200                                 | 37       |
| Irlanda           | Irish Albums Chart                            | 4        |
| Nueva Zelanda     | RIANZ                                         | 8        |
| Polonia           | Polish Albums Chart                           | 60       |
| Reino Unido       | UK Albums Chart                               | 4        |

### Certificaciones y ventas
| País           | Organismo Certificador | Certificación | Ventas Certificadas | Simbolización | Ref.          |
| -------------- | ---------------------- | ------------- | ------------------- | ------------- | ------------- |
| Alemania       | BVMI                   | Platino       | 200 000             | ▲             | [ 55 ]        |
| Australia      | ARIA                   | 2× Platino    | 140 000             | 2▲            | [ 56 ]        |
| Bélgica        | BEA                    | 2× Platino    | 60 000              | 2▲            | [ 57 ]        |
| Canadá         | MC                     | 3× Platino    | 240 000             | 3▲            | [ 58 ]        |
| Dinamarca      | IFPI — Denmark         | Platino       | 20 000              | ▲             | [ 59 ]        |
| España         | PROMUSICAE             | Platino       | 80 000              | ▲             | [ 26 ]        |
| Estados Unidos | RIAA                   | 3× Platino    | 3 000               | 3▲            | [ 23 ]        |
| Finlandia      | IFPI — Finland         | Oro           | 10 000              | ●             | [ 60 ]        |
| Italia         | FIMI                   | Platino       | 50 000              | ▲             | [ 61 ]        |
| México         | AMPROFON               | Oro           | 30 000              | ●             | [ 62 ]        |
| Nueva Zelanda  | RIANZ                  | 2× Platino    | 30 000              | 2▲            | [ 63 ]        |
| Países Bajos   | NVPI                   | 5× Platino    | 250 000             | 5▲            | [ 64 ] [ 65 ] |
| Reino Unido    | BPI                    | 7× Platino    | 2 309 000           | 7▲            | [ 66 ]        |
| Suiza          | IFPI — Suiza           | Platino       | 30 000              | ▲             | [ 67 ]        |